# Mount Morris (Illinois)
Mount Morris és una població dels Estats Units a l'estat d'Illinois. Segons el cens del 2000 tenia 3.013 habitants 1.259 habitatges, i 810 famílies. La densitat de població era de 994,3 habitants/km².